# چویونکونایوک
چویونکونایوک (به اسپانیایی: Chulluncunayoc) یک کوه در پرو است که در استان کالکا واقع شده‌است. چویونکونایوک ۴٬۸۰۰ متر بالاتر از سطح دریا واقع شده‌است.